# W sieci (dramat)
W sieci – dramat autorstwa Jana Augusta Kisielewskiego. Utwór ten uchodzi za jedno ze sztandarowych dzieł dramatu młodopolskiego, wydawany niekiedy z podtytułem Wesoły dramat.
Utwór ten został przez autora nadesłany na warszawski konkurs dramatyczny w 1898, gdzie otrzymał wyróżnienie. W 1899 roku miała miejsce krakowska premiera dramatu w reżyserii Tadeusza Pawlikowskiego, gdzie główną rolę zagrała Wanda Siemaszkowa. Stała się ona wydarzeniem artystycznym, choć w późniejszych realizacjach grywano na ogół skrócone wersje sztuki.

## Treść
Treścią utworu są dzieje "Szalonej Julki", córki państwa Chomińskich, i pisarza Jerzego Boreńskiego. W pierwszej części zatytułowanej W sieci ukazany został typowo mieszczański dom radcostwa Chomińskich, gdzie Julka czuje się stłamszona. Jest ona studentką malarstwa i pragnie spełnić się w sztuce. Wielkie wrażenie wywiera na niej ekspozycja obrazu Podkowińskiego "Szał". Sama tworzy skandalizujący rysunek przedstawiający Adama i Ewę, co wywołuje komplikacje rodzinne. Wkrótce odkrywa bratnią duszę – pisarza Jerzego, w którym się z wzajemnością zakochuje. Ostatecznie jednak wychodzi za długoletniego narzeczonego – sędziego Rolewskiego.
Akcja drugiej części (Ostatnie spotkanie) toczy się rok później. Julia nie jest szczęśliwa w małżeństwie. Żałuje że porzuciła malarstwo, mimo że mąż jej do tego nie zmuszał, oraz że stała się zwykłą filisterką. Wkrótce do Krakowa przybywa jej dawna miłość – Jerzy. Julia decyduje się na spotkanie z nim w modnym lokalu "Orpherum". Jerzy, chory na gruźlicę, skarży się na filisterski los. Wkrótce Julia zauważa w lokalu swojego męża, na szczęście maska chroni ją przed rozpoznaniem. Spotkanie to pozwala jednak zrozumieć, że powrót do przeszłości jest niemożliwy.
Utwór krytykuje moralność filistra, jednak Kisielewskiemu udało się uniknąć jednostronności. Ukazuje on także pozytywne cechy mieszczańskich bohaterów, a postać sędziego Rolewskiego kreśli z sympatią. Metaforyczna "sieć", jaka oplata bohaterów symbolizuje ich położenie społeczne i środowisko w którym żyją, a które w końcu doprowadza do przyjęcia ugody ze światem zastanym. Pozorny bunt szybko wypala się wobec problemów realnego życia.

## Galeria

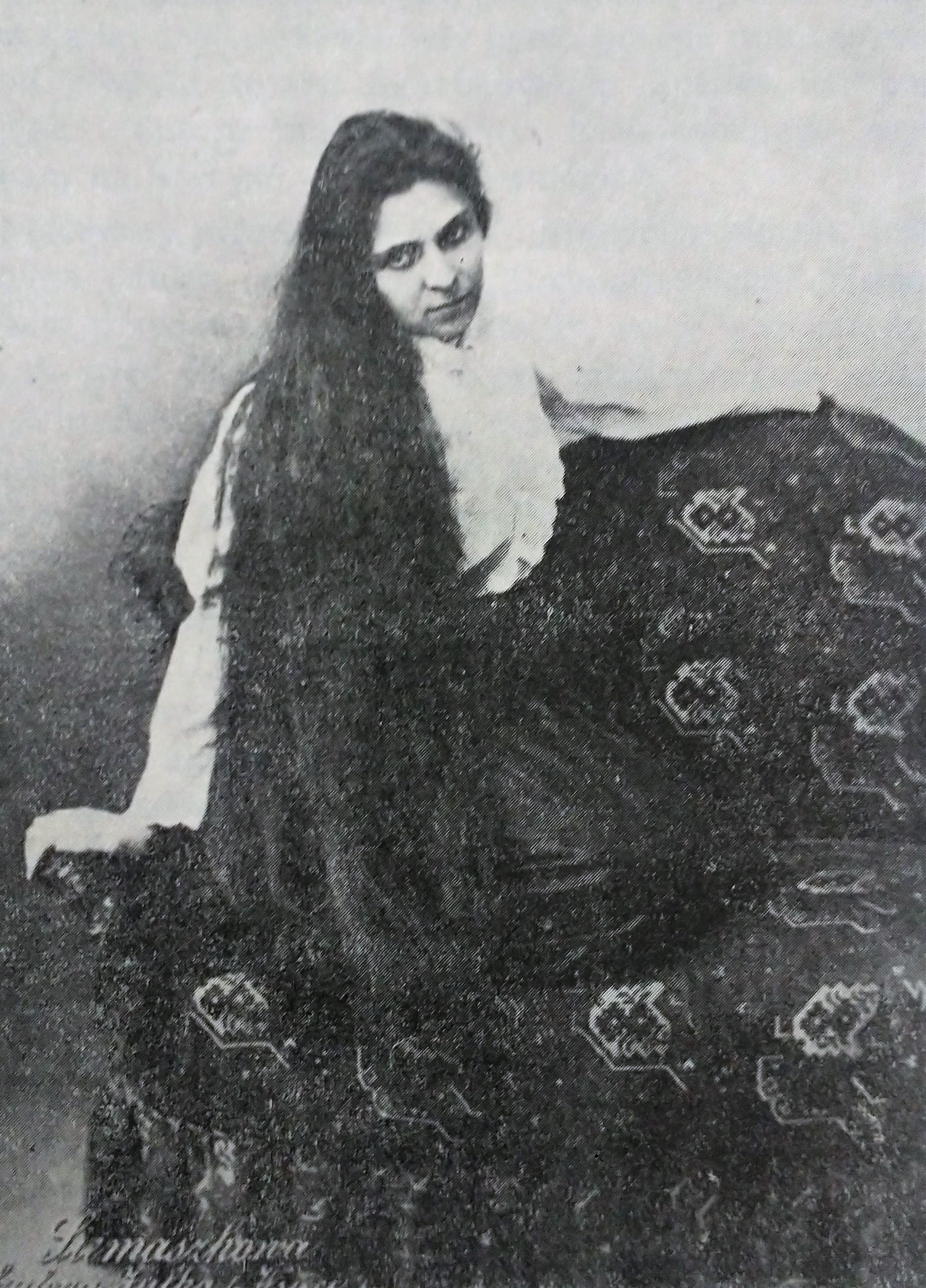
Wanda Siemaszkowa (Teatr Rozmaitości w Warszawie, premiera W sieci z 31 maja 1902)
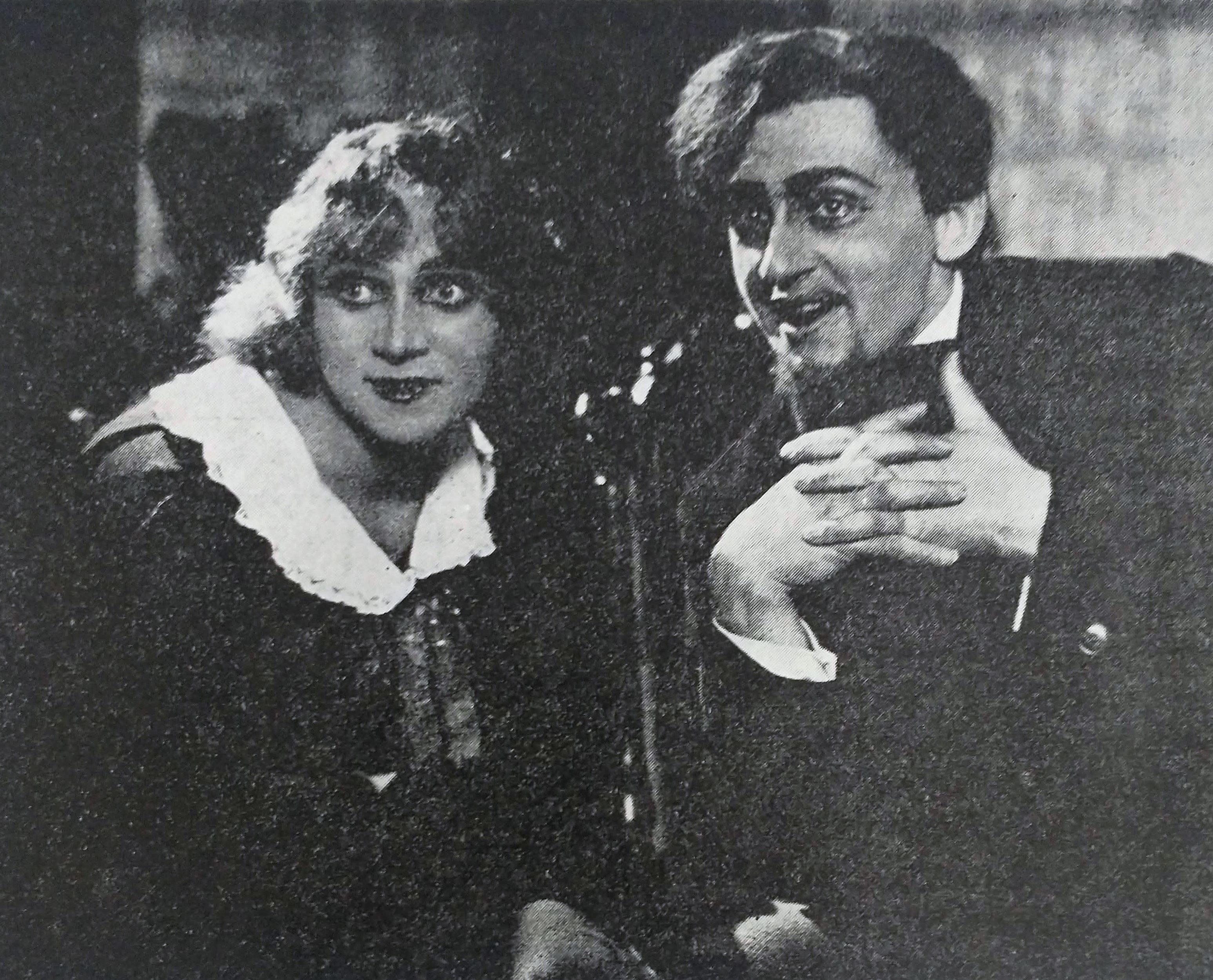
Maria Modzelewska i Janusz Warnecki, W sieci, Teatr Polski w Warszawie (10 stycznia 1925)